# 610.
610. je drugo desetletje v 7. stoletju med letoma 610 in 619. 